# ابداوة (أولاد امحمد)
ابداوة هو دُوَّار يقع بجماعة مشرع بن عبو، إقليم سطات، جهة الدار البيضاء سطات في المملكة المغربية. ينتمي الدوّار لمشيخة أولاد امحمد التي تضم 5 دواوير. يقدر عدد سكانه بـ 1287 نسمة حسب الإحصاء الرسمي للسكان والسكنى لسنة 2004.

## روابط خارجية
- البوابة الوطنية للجماعات الترابية
- المندوبية السامية للتخطيط